# أولاد علي (اڭزناية الجنوبية)
أولاد علي هي إحدى مشيخات المملكة المغربية، تتبع جغرافيا لإقليم تازة وإداريًا لاڭزناية الجنوبية. يقدر عدد سكانها بـ 7909 نسمة حسب الإحصاء الرسمي للسكان والسكنى لسنة 2004.